# Montigalà (Badalona)

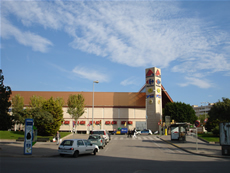
Centre Comercial Montigalà

Montigalà és un barri de Badalona que forma part dels districtes II i III. Limita amb els barris de Canyet, Bonavista, Bufalà, Coll i Pujol, Sant Crist, Nova Lloreda, Lloreda i Puigfred. Té 7.277 habitants, representant 50,3% d'homes i un 49,7% de dones, dels quals només un 2,8% són immigrants.

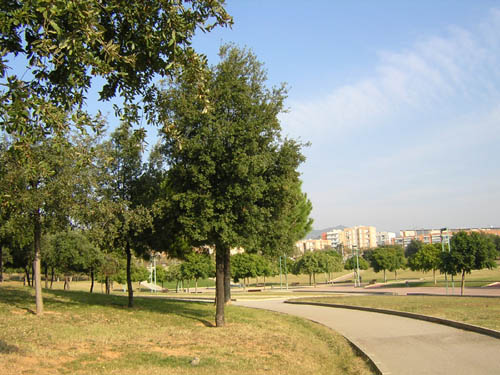
Parc de Montigalà

## Història
El barri rep el seu nom del turó de Montigalà, situat a la serralada de Marina. Tot i que es tracta d'un dels topònims més antics del municipi, el barri és un dels de més recent construcció a la ciutat. Es projectà com a vila de premsa per als Jocs Olímpics de Barcelona de 1992, dels quals Badalona en fou subseu. Emmarcat en el Pla Especial de Montigalà-Batllòria, a diferència de la tònica urbanística, Montigalà va ser un cas molt millor planificat, va significar un nou tipus d'urbanisme per a la ciutat, amb 200 ha de terreny urbanitzable a l'època. No obstant això, no va mancar nombroses veus de queixa de la ciutadania al crit de "Montigalà pel poble!", que finalment van obligar a reduir l'espai urbanitzable. A banda d'una zona inicialment dedicada per a la vila olímpica dels periodistes de Barcelona 92, que en finalitzar el jocs es va dedicar a zona residencial, les zones industrials instal·lades foren ocupades per grans magatzems especialitzats. El barri es va concebre amb una gran quantitat d'espais lliures i amb la voluntat de convertir-se en una continuació dels barris més degradats dels voltants i no pas aïllant-lo, mesurant totalment la diferenciació entre el trànsit rodat i el de vianants.

## Llocs d'interès
Just al costat de la vila dels periodistes dels Jocs Olímpics s'edificà una de les majors zones comercials de tota Catalunya, sent l'eix central el Centre Comercial Montigalà. El barri ha esdevingut una barreja d'habitatges de renda lliure amb grans superfícies comercials, però també és sens dubte un dels barris envoltat amb una major quantitat de parcs i zones verdes de Catalunya.
En aquest barri es troba l'Estadi Municipal de Badalona, que acull els partits com a local del CF Badalona; inaugurat l'any 2017 i amb una capacitat de 4.170 espectadors.
Els parcs que trobem al barri són el parc de Montigalà, inaugurat el 1991, el del G4 i del G5, i també el de les Muntanyetes, tots molts propers entre ells, especialment el de Montigalà i el G5.
També podem trobar Can Bofí Vell, un mas fortificat obra dels segles xvi-xvii, segurament amb un origen anterior. Segons la tradició Cristòfol Colom s'hi va aturar quan es dirigia a Sant Jeroni de la Murtra per visitar els Reis Catòlics.
A més a més, hi ha l'Institut Ventura Gassol, que acull estudiants de secundària i de batxillerat.